# Louis Dubois
Louis Dubois (Toulouse, Francia; 1867 - Buenos Aires, Argentina; 1916) fue un arquitecto y pintor francés que trabajó en la República Argentina. Se lo reconoce allí como un importante representante de la corriente art nouveau del modernismo.

## Biografía
Llegó a Buenos Aires hacia 1888, trabajó para Departamento de Obras Públicas nacional e instaló su estudio en la calle Suipacha 1069 (barrio de Retiro). En los siguientes años se transformaría en uno de los máximos representantes del antiacademicismo a través de la corriente francesa/belga (art nouveau).
Quizás su mayor obra -al menos la más conocida- es el Hotel Lutecia (hoy Hotel Chile), precariamente remoelado luego del incendio de su mansarda y cúpula, en 1988. Se encuentra en la esquina de la Avenida de Mayo y la calle Santiago del Estero, donde rompe el predominio de arquitectura academicista y neoclasicista. En el lote contiguo (Avenida de mayo de 1281) hay otro edificio hecho de Dubois para Manuel Ortiz Basualdo, del año 1902, que a su cúpula y su fachada original, de la cual solo se conservan algunas rejas y la puerta de entrada, a causa de una profunda remodelación efectuada en 1938.
Otro edificio de su autoría que se destaca es el de la Farmacia Suiza, fundada en 1890. Está en la esquina de las calles Tucumán y Maipú, y llama la atención por las cerámicas incrustadas en su fachada, con diversos motivos y muy coloridas.
Dos residencias palaciegas de su autoría se encontraban en el barrio de Recoleta. La primera, de Antonio Robirosa, en Parera 119 y que recibiría el Premio Municipal a la Mejor Fachada de 1905; la segunda, para Antonio Lanusse, en Suipacha 1136 (año 1909). Además, proyectó la residencia de Sarmiento 2120 para Angela Dorrego de Ortíz Basualdo (Asilo Sociedad San José) y un edificio de departamentos de renta (alquiler) en Avenida Callao 194 (esquina Teniente General Perón). Ninguna de estas obras retomó con tanta intensidad el modernismo de su Hotel Lutecia.
Por último, colaboró con su compatriota Paul Pater en el proyecto del Tigre Club, en la localidad homónima de las afueras de Buenos Aires. Hoy funciona allí el Museo de Arte de Tigre "Intendente Ricardo Ubieto". También con Pater realizó la Villa Ortiz Basualdo en Mar del Plata (hoy Museo Castagnino) y un edificio de viviendas en la esquina de Paraguay y Esmeralda, en el barrio de Retiro. Como artista se reconoce sus magníficas obras de pinturas realizadas en Europa y Buenos Aires muchas de ellas, en su gran mayoría, remite a construcciones arquitecturas de la época, con gran sentido de expresión y tecnicismo, muchas de estas obras cuelgan en colecciones privadas en familias acaudaladas de la conocida Belle Epoque.

## Galería de obras

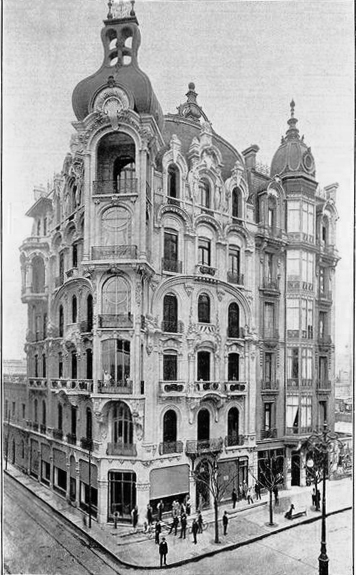
El Hotel Lutecia (luego Hotel Chile), junto al edificio de Avenida de Mayo 1281
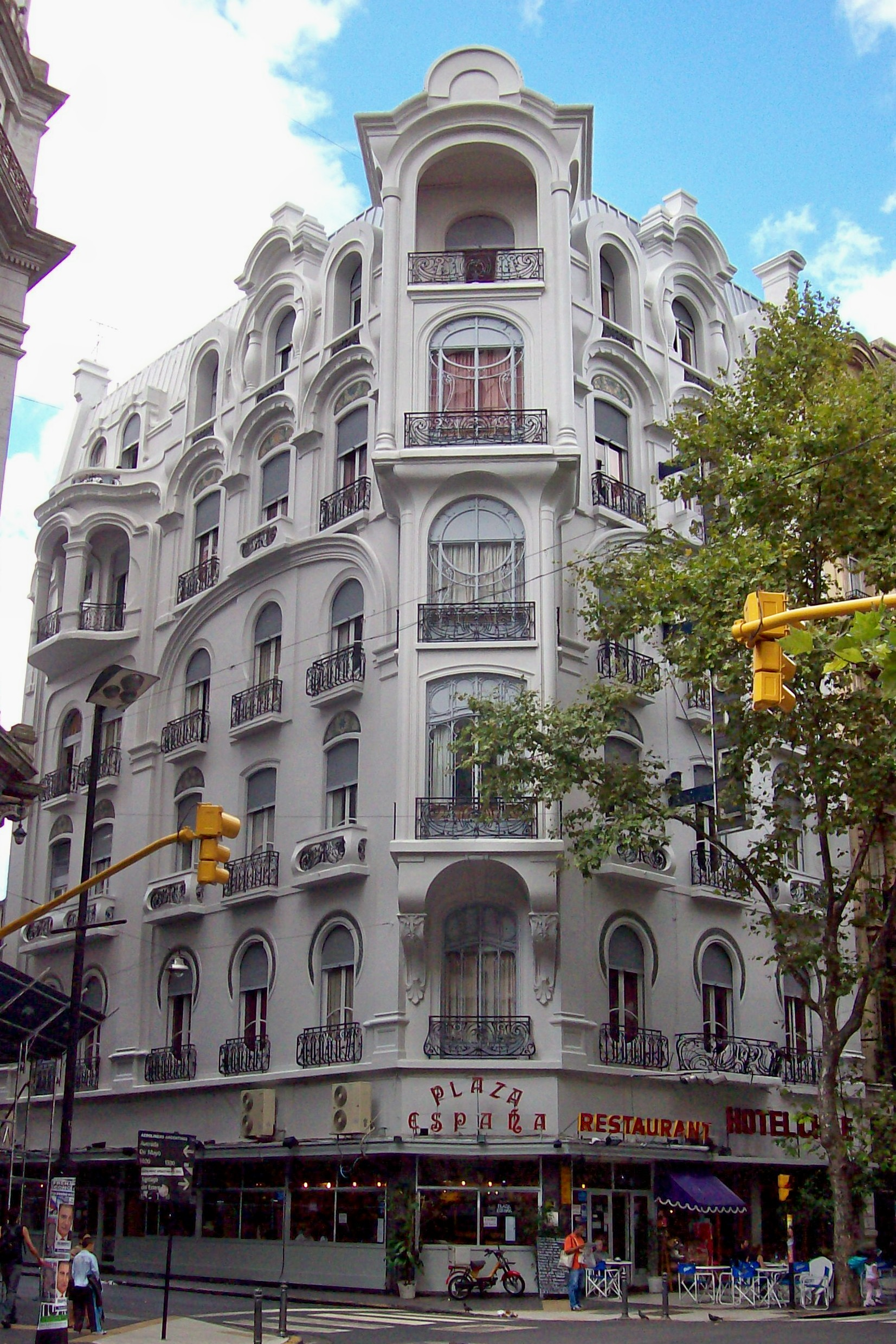
El Hotel Chile, aspecto actual luego del incendio en 1988
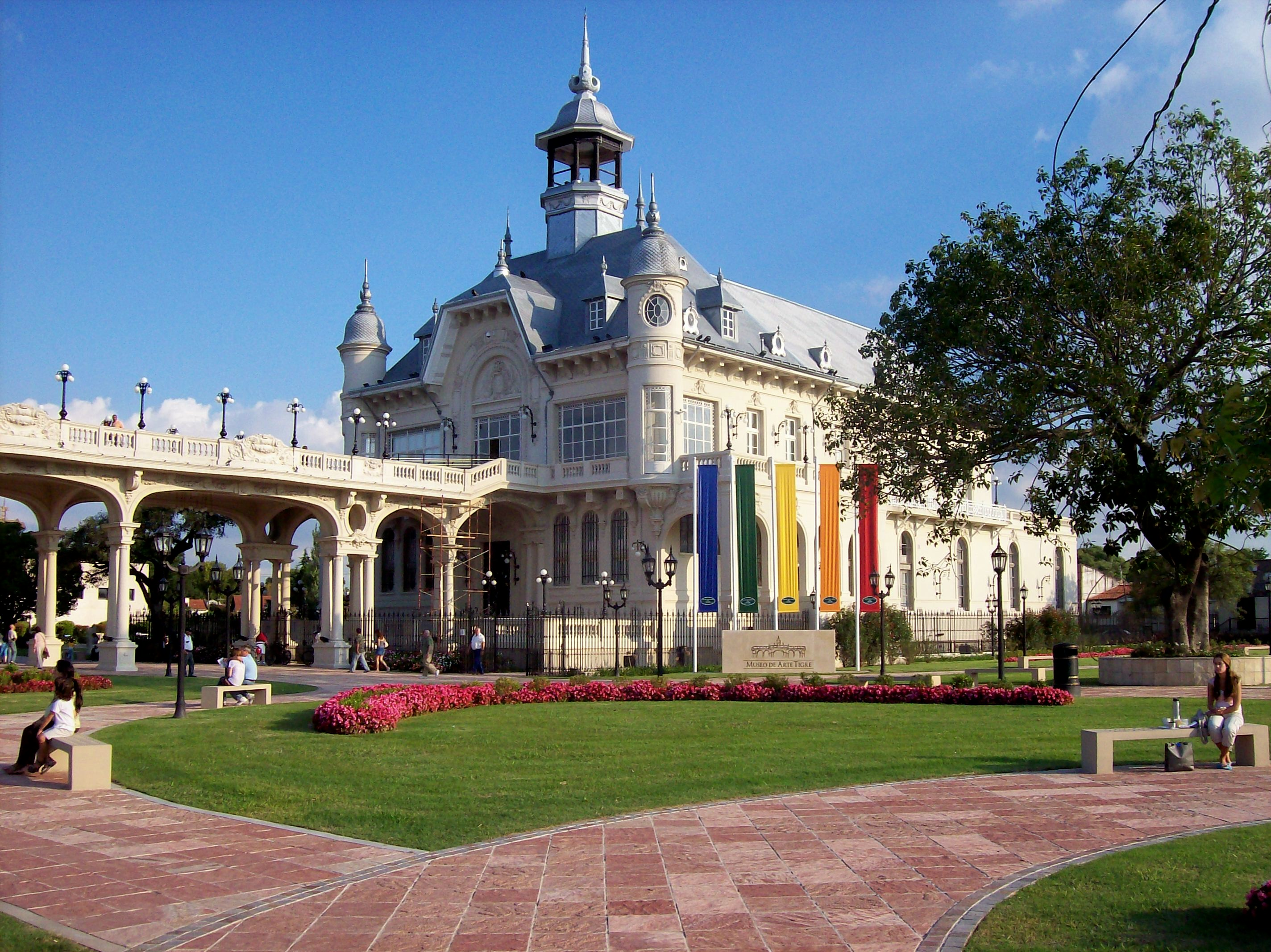
El ex Tigre Club (junto a Pater)
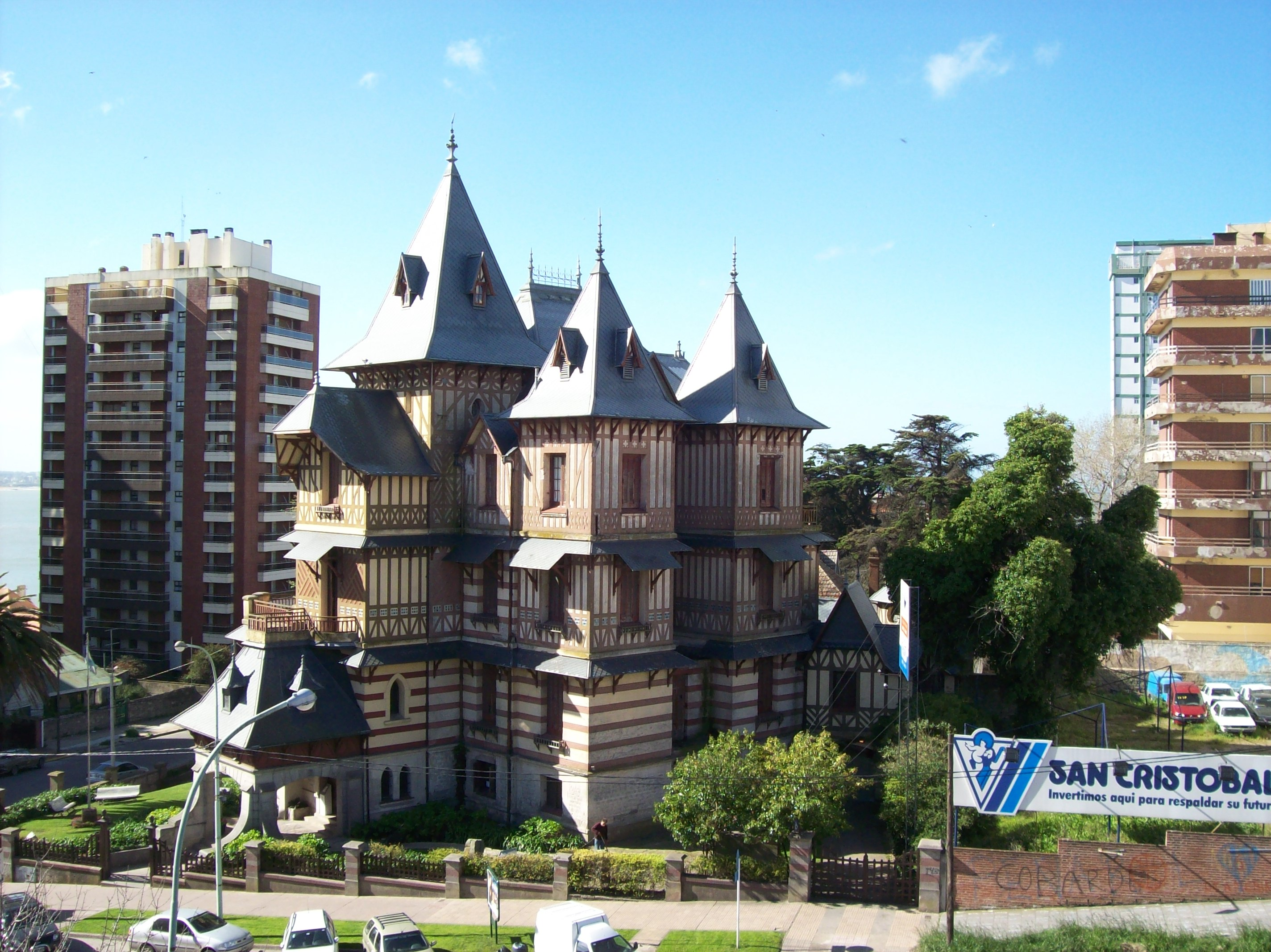
La Villa Ortiz Basualdo (junto a Pater)

## Fuente
- "Enciclopedia Visual de la Argentina". Diario "Clarín". Buenos Aires, Argentina. 2002.